# OpenMeetings
Apache OpenMeetings — сервер для проведення аудіо і відеоконференцій. Сервер підтримує ряд додаткових функцій, таких як обмін повідомленнями, спільне редагування документів, створення запису-протоколу заходу, спільне планування виконання завдань, трансляція виводу запущених застосунків, проведення голосувань і опитувань. Один сервер може обслуговувати довільне число конференцій, що проводяться в окремих віртуальних кімнатах і включають свій набір учасників. Підтримуються як проведення вебінарів з одним доповідачем, так і конференцій з довільним числом одночасно взаємодіючих між собою учасників.
Сервер підтримує гнучкі інструменти управління повноваженнями і потужну систему модерування конференцій. Управління та взаємодія учасників проводиться через вебінтерфейс.
Початковий код OpenMeetings написаний на мові Java. Інтерактивний вебінтерфейс побудований з використанням фреймворку OpenLaszlo. Як СУБД можуть використовуватися MySQL і PostgreSQL. Для організації мовлення використовується потоковий сервер Red5 , який дозволяє забезпечити можливість участі у відеоконференції клієнтів з мінімальною пропускною здатністю каналу 64 кбіт/с.
Сервер був вперше випущений у 2006 році, і згодом переданий в інкубатор Apache Software Foundation. Під час перебування в інкубаторі Apache проведена підготовка інфраструктури, проведений аудиту ліцензійної чистоти коду і перевірена здатність дотримання прийнятих в співтоваристві Apache принципів розробки. Перший реліз під орудою фонду Apache OpenMeetings 2.0 вийшов у липні 2012. У випуску був доданий модуль для інтеграції з Asterisk для забезпечення SIP/VoIP комунікацій і здійснення вхідних і вихідних зовнішніх викликів на звичайні та SIP-телефони в процесі проведення конференції. Всі аудіо та відео підсистеми переведені на використання формату SWF10 для організації широкомовної передачі і прийому звукового і відео сигналів. Використання SWF10 дозволило вирішити такі проблеми, котрі раніше заважали комфортній роботі, як придушення луни.